# 神器
神器在汉语中可能指如下含义：

## 神物
传说中神仙使用的物品，如兵器，法宝等。例如：
1. 女媧造人时使用的神鞭。
2. 托塔李天王手持的宝塔。
3. 十殿閻君手持的業鏡。

## 统治权力
国家统治权力的象征之物，例如九鼎、勢劍、權杖、皇冠、龍椅、玉玺等；在日本文化中，以三神器作为天皇统治权力的象征或帝位。
在一些语境中也可以直接理解为国家的统治权，如：
1. 《革命军奉天讨满檄》：「遂因缘祸乱，盗我神器，奴我种人者，二百六十有八年。」
2. 骆宾王《為徐敬業討武曌檄》：「杀姊屠兄，弑君鸩母。人神之所共嫉，天地之所不容。犹复包藏祸心，窥窃神器。」
3. 魏徵《諫太宗十思疏》：「人君當神器之重。」

## 顶级事物
在当代汉语中神器还可能用于对某个特定领域内顶级的实物或者虚拟物品的赞美；例如游戏中的最好的道具，摄影中最好的相機鏡頭等。